# 西克里斯特峰
西克里斯特峰（英語：Sechrist Peak）是南極洲的山峰，位於瑪麗伯德地，海拔高度1,350米，美國地質調查局根據測量和美國海軍拍攝的空中照片繪入地圖，現時由南極條約體系管理。